# Telemenù
Telemenù è stato un programma televisivo italiano di genere enogastronomico, condotto da Wilma De Angelis su Telemontecarlo come trasmissione autonoma dal 1979 al 1989, per poi proseguire fino al 1997 come rubrica all'interno di altri programmi, cambiando il titolo in Sale, pepe e... fantasia. Si trattava di una trasmissione di ricette, inizialmente in onda ogni sera alle 19:05, ideata da Paolo Limiti.

## La trasmissione
La trasmissione fu ideata da Limiti, all'epoca direttore dei programmi dell'emittente, che propose alla De Angelis di cimentarsi per la prima volta con una conduzione televisiva. La popolare cantante venne scelta per il suo fisico e il tono colloquiale, nonostante non fosse particolarmente esperta di cucina, e la trasmissione, durante la quale veniva semplicemente eseguita una ricetta dalla conduttrice, ebbe subito un notevole successo di gradimento.
Essendo andata in onda per la prima volta il 3 settembre 1979, è ricordata per essere stata tra le prime trasmissioni di ricette proposte dalla televisione italiana: fu preceduta solo da A Tavola alle 7 di Ave Ninchi (1974-1976), ma a differenza di quest'ultima Telemenù ebbe una durata ultradecennale che le permise di radicarsi nell'immaginario collettivo del Paese oltreché di consolidare la fama di «cuciniera» della De Angelis nella seconda parte di carriera, anticipando a conti fatti una moda che sarebbe esplosa nella televisione italiana soltanto due decenni dopo.

### Gli spin-off
La trasmissione proseguì autonomamente fino al 1989, quando divenne una rubrica di TV Donna, contenitore quotidiano di Telemontecarlo, cambiando titolo in Sale, pepe e... fantasia. Nello stesso periodo la De Angelis condusse altri programmi di cucina simili, tra cui A pranzo con Wilma, in onda dal 1990 al 1993.
Stando a quanto disse in una puntata Wilma De Angelis, la trasmissione, all’epoca della sua collocazione in Tv Donna, gli ascoltatori, ammontavano a circa 600.000 persone, numeri veramente alti per TMC
Nella stagione 1993-1994, andò in onda all'interno della trasmissione pomeridiana Tappeto volante, per poi ritornare ad essere un programma autonomo dalla successiva stagione. Nel 1997, dopo diciannove anni, la trasmissione chiuse definitivamente,anche se a partire dal 1996; Wilma De Angelis, condusse sui circuiti Odeon e Cinquestelle, il programma Wilma e Contorni. 